# Lunca Largă (gmina Ocoliș)
Lunca Largă (wymowaⓘ) – wieś w Rumunii, w okręgu Alba, w gminie Ocoliș. W 2011 roku liczyła 67 mieszkańców.